# 宪法广场 (墨西哥城)
宪法广场（西班牙語：Plaza de la Constitución），通称为索卡洛（Zócalo；西班牙語發音：['so.ka.lo]，意为柱基），是墨西哥城古城中心的主广场。其名称并非来自于任何一部墨西哥宪法，而是得名于1812年西班牙宪法。原本计划在此修建纪念墨西哥独立的纪念柱，但只完成了柱基部分。柱基早已被摧毁，但这个名字保存了下来。墨西哥其他许多城镇，如瓦哈卡和瓜达拉哈拉，主广场都称为「索卡洛」。
自阿兹特克时代起，这里就是墨西哥人聚集的地方，历史上的墨西加仪式、总督宣誓就职、宣布王室文告、阅兵仪式和独立仪式，今日的宗教活动如圣周和基督聖體聖血節，接待外国元首，国家庆典和全国性抗议活动，均在此举行。
從1982年開始，由於市政府努力振興市中心，宪法广场已成為許多藝術和文化活動的舉辦地。每天都有阿茲特克舞者的即興演出，他們戴著羽毛頭飾和用外耳甲製成的腳鍊，隨著鼓起舞在遊客面前表演。

## 面積
宪法广场面积57,600平方米（240米×240米），是世界最大广场之一。广场北侧是墨西哥城主教座堂，东侧是国家宫，南侧是联邦区大楼 ，西侧是原门户商品交易所，西北角是國家典当行，东北角是大神庙遗址。广场中心是一根旗杆，上面是巨大的墨西哥国旗，每天举行隆重的升旗和降旗仪式。在广场东北角有墨西哥城地铁索卡洛站入口，但地面并无标志。